# Johan Daniel Herholdt
Johan Daniel Herholdt, né le 13 août 1818 à Copenhague où il est mort le 11 avril 1902, est un architecte danois.

## Biographie
Johan Daniel Herholdt est né en 1818 à Copenhague. Il s'est d'abord formé et a travaillé comme charpentier jusqu'en 1840. Pendant les mois calmes où le travail est rare, il suit des cours du soir à l'Académie royale des beaux-arts du Danemark et prend des cours de dessin pendant la journée. il est alors élève de Gustav Friedrich Hetsch puis de Michael Gottlieb Bindesbøll. À partir de 1841, il voyage en Norvège et dans le nord de l'Allemagne où il étudie l'architecture des bâtiments. En 1845, il retourne à Copenhague pour terminer ses études d'architecture,.
Herholdt travaille d'abord sur de grandes villas et quelques manoirs puis remporte le premier concours d'architecture organisé au Danemark, pour la conception d'un nouveau bâtiment pour la bibliothèque universitaire de Copenhague. Son design néo-gothique lance une tendance dans l'architecture danoise qui se caractérise par la forte utilisation de la brique rouge dans les bâtiments culturels et civiques à grande échelle. Cette tendance durera le demi-siècle suivant. Son bâtiment est également le premier au Danemark à s'appuyer sur un système structurel en fonte. La bibliothèque est achevée en 1861 et la même année il devint membre de l'Académie.
Ses œuvres ultérieures incluent, entre autres, la deuxième gare centrale de Copenhague et un bâtiment pour la Banque nationale du Danemark, tous deux démolis, ainsi que l'hôtel de ville d'Odense. Il est aussi responsable de la conception d'un complexe de bâtiments pour l' Université technique du Danemark où il a également été enseignant.

## Œuvres
Parmi ses travaux d'architecture :

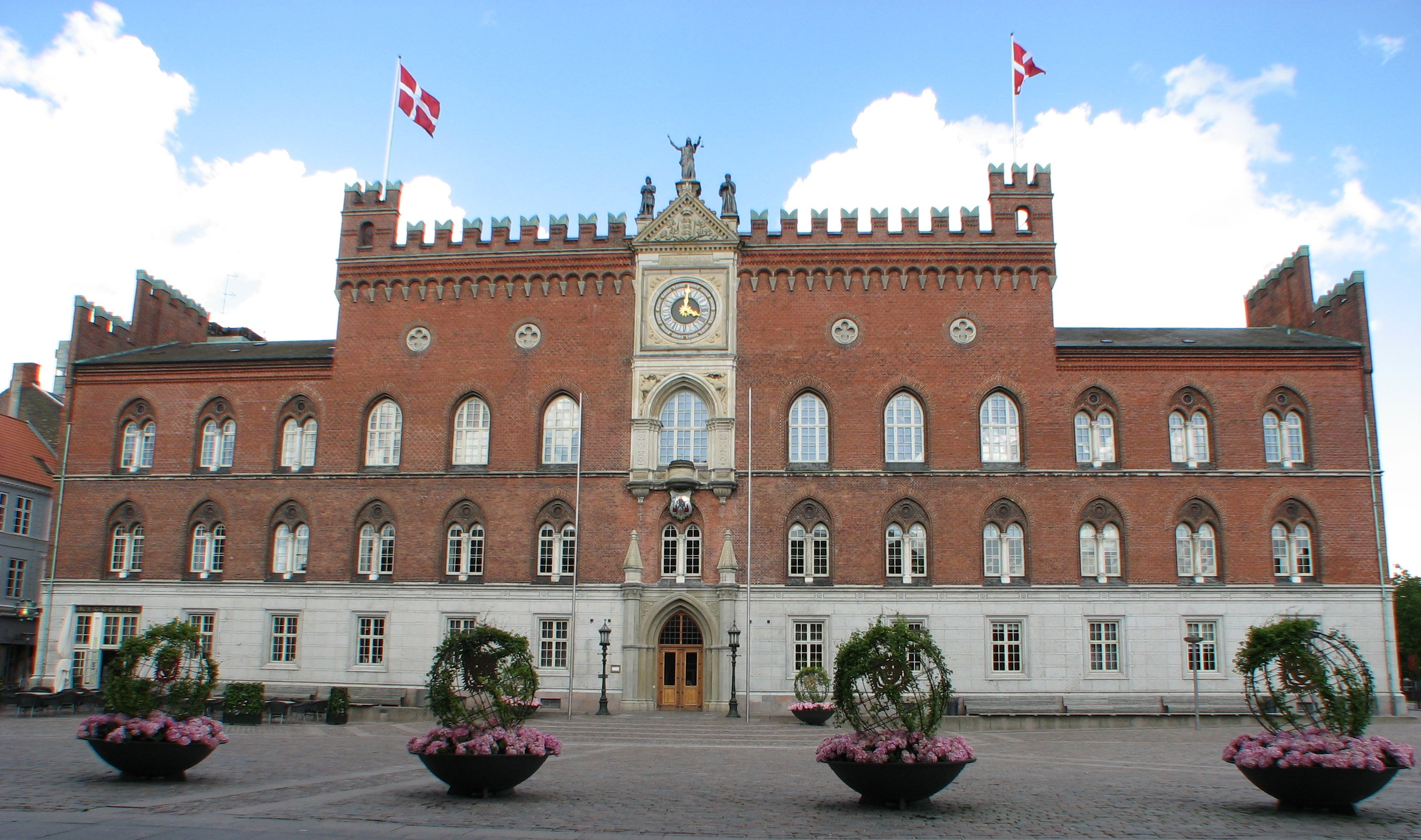
Hôtel de ville d'Odense

- Erholm Manor, Funen (1851–1854, répertorié)
- Manoir de Selchausdal, Kalundborg (1856, répertorié)
- Bibliothèque universitaire de Copenhague, Fiolstræde, Copenhague (1857–1861)
- Sa propre villa, 8 Ewaldsgade à Copenhague (1858)
- Villa pour Peter Christian Skovgaard à Østerbro, Copenhague (1869, répertoriée)
- Villa pour Johanne Luise Heiberg à Østerbro, Copenhague (1862–1863, répertoriée)
- Entrepôt Grøns, Holmens Kanal, Copenhague (1862–1863, répertorié)
- Enrum Manor, Vedbæk (1862–1864, répertorié)
- Deuxième gare centrale de Copenhague (1862–1864, démolie en 1917)
- Manoir de Gyldenholm (en), Slagelse (1863–1864)
- Banque nationale du Danemark, Holmens Kanal, Copenhague (1865–1870, démoli)
- Serres du château de Gisselfeld (1876, reconstruit par Hans Jørgen Holm en 1894, classé)
- Hôtel de ville d'Odense (1881–1883)
- Bikuben Bank, Silkegade, Copenhague (1883–1884, répertorié)
- Laboratoire botanique du Jardin botanique de Copenhague, 140 Godtersgade, Copenhague (conçu en 1881–1883, construit en 1889–1890)
- Université technique du Danemark, Sølvgade, Copenhague (1887–1890)
- Helsingør Custom House, Helsingør (1887–1891, répertorié)
- Douane de Næstved, Næstved (1887–1891)